# Pont d'Iéna
Pont d'Iéna (česky Jenský most) je silniční most přes řeku Seinu v Paříži. Spojuje 16. obvod na pravém břehu a 7. obvod na levém. Most byl pojmenován podle bitvy u Jeny v roce 1806, ve které Napoleon porazil pruskou armádu. Od roku 1975 je most zařazen mezi historické památky.

## Historie
Impuls k postavení mostu vzešel od císaře Napoleona, který v roce 1807 vydal dekret, ve kterém bylo rozhodnuto i o jménu mostu. Stavba probíhala v letech 1808–1814. Během okupace Paříže pruskými vojsky chtěl generál Blücher, který byl v bitvě u Jeny poražen, vyhodit most do povětří, ale král Ludvík XVIII. tomu zabránil. Most byl přejmenován na Pont de l'École Militaire (Most Vojenské školy) a byli sneseni orli, kteří jej zdobili. Název i výzdoba se mostu vrátila až za vlády Ludvíka Filipa. Během světové výstavy v roce 1900 sloužil most k výstavním účelům a doprava byla odkloněna. Most byl také při té příležitosti rozšířen na 24 metry o kovové lávky. Další rozšíření mostu na současných 35 metrů proběhlo před světovou výstavou v roce 1937.

## Architektura
Most je kamenný o pěti obloucích s rozpětím 28 metrů, jeho celková délka činí 155 metrů a šířka 35 metrů.
Jeho čtyři piloty zdobí císařští orli. V roce 1853 přibyly na koncích mostu čtyři sochy. Na pravém břehu se nachází galský bojovník (autor Antoine Préault) a římský bojovník (Louis Daumas). Na levém břehu je arabský bojovník (Jean-Jacques Feuchère) a řecký bojovník (François Devault).